# Ippei Watanabe (futbolista)
Ippei Watanabe (渡辺 一平 Watanabe Ippei?,  nacido el 28 de septiembre de 1969 en Nagoya, Aichi) es un exfutbolista japonés. Jugaba de defensa y su último club fue el Yokohama FC de Japón.

## Trayectoria

### Clubes
| Club             | País  | Año         |
| ---------------- | ----- | ----------- |
| Yokohama Flügels | Japón | 1992 - 1995 |
| Júbilo Iwata     | Japón | 1996        |
| Vissel Kobe      | Japón | 1997        |
| Mito HollyHock   | Japón | 1998        |
| Yokohama FC      | Japón | 1999 - 2000 |

## Palmarés

### Títulos nacionales
| Título             | Club             | País  | Año  |
| ------------------ | ---------------- | ----- | ---- |
| Copa del Emperador | Yokohama Flügels | Japón | 1993 |